# فلیچه مارانی (بازیکن فوتبال)
فلیچه مارانی (انگلیسی: Felice Mariani; ۱۱ سپتامبر ۱۹۱۸ – ۳۱ ژوئیهٔ ۱۹۹۷) بازیکن فوتبال اهل ایتالیا بود.
از باشگاه‌هایی که در آن بازی کرده‌است می‌توان به باشگاه فوتبال اینتر میلان، باشگاه فوتبال نووارا، و باشگاه فوتبال برشا اشاره کرد.